# Estrella de Bessèges 2023
La 53.ª edición de la competición ciclista Estrella de Bessèges (llamado oficialmente: Étoile de Bessèges) fue una carrera de ciclismo en ruta por etapas que se celebró entre el 1 y el 5 de febrero de 2023 en Francia con inicio en la ciudad de Bellegarde y final en la ciudad de Alès, sobre una distancia total de 659,68 km.
La carrera formó parte del UCI Europe Tour 2023, calendario ciclístico de los Circuitos Continentales UCI, dentro de la categoría 2.1 y fue ganada por el estadounidense Neilson Powless del EF Education-EasyPost. Completaron el podio, como segundo y tercer clasificado respectivamente, el danés Mattias Skjelmose Jensen y el francés Pierre Latour del TotalEnergies.

## Equipos participantes
Tomaron parte en la carrera 20 equipos: 8 de categoría UCI WorldTeam invitados por la organización, 8 de categoría UCI ProTeam y 4 de categoría Continental. Formaron así un pelotón de 140 ciclistas de los que acabaron 112. Los equipos participantes fueron:
| WorldTeams (8)- AG2R Citroën Team - Cofidis - Groupama-FDJ - Arkéa-Samsic - Ineos Grenadiers - Trek-Segafredo - Alpecin-Deceuninck - EF Education-EasyPost ProTeams (8)- TotalEnergies - Bingoal WB - Lotto Dstny - Israel-Premier Tech - Team Flanders-Baloise - Uno-X Pro Cycling Team - Equipo Kern Pharma - Tudor Pro Cycling Team Equipos continentales (4)- Go Sport-Roubaix Lille Métropole - Nice Métropole Côte d'Azur - Saint Michel-Mavic-Auber 93 - CIC U Nantes Atlantique |
| |

## Recorrido
La Estrella de Bessèges dispuso de cinco etapas dividido en una etapa llana, tres de media montaña, y una contrarreloj individual para un recorrido total de 659,68 kilómetros.
| Etapa     | Fecha    | Recorrido                              | type                    | Distancia (km) | Desnivel (m) | Ganador            | Líder             |
| --------- | -------- | -------------------------------------- | ----------------------- | -------------- | ------------ | ------------------ | ----------------- |
| 1.ª etapa | 1 de feb | Bellegarde – Bellegarde                | etapa llana             | 162,18         | 800 m        | Arnaud De Lie      | Arnaud De Lie     |
| 2.ª etapa | 2 de feb | Bagard – Aubais                        | etapa escarpada         | 169,63         | 1732 m       | etapa neutralizada | Arnaud De Lie     |
| 3.ª etapa | 3 de feb | Bessèges – Bessèges                    | etapa escarpada         | 169,71         | 3053 m       | Arnaud De Lie      | Arnaud De Lie     |
| 4.ª etapa | 4 de feb | Saint-Christol-lez-Alès – Mont Bouquet | etapa escarpada         | 147,5          | 2180 m       | Mattias Skjelmose  | Mattias Skjelmose |
| 5.ª etapa | 5 de feb | Alès – Alès                            | contrarreloj individual | 10,66          | 222 m        | Mads Pedersen      | Neilson Powless   |

## Desarrollo de la carrera

### 1.ª etapa
| Bellegarde - Bellegarde | etapa llana | (162,18 km) |

| \| Clasificación de la etapa \| Clasificación de la etapa \| Clasificación de la etapa \| Clasificación de la etapa \| Clasificación de la etapa \| \| Ciclista \| Ciclista \| Equipo \| Tiempo \| \| \| ------------------------- \| -------------------------- \| ------------------------- \| ------------------------- \| ------------------------- \| \| 1.º \| Arnaud De Lie \| Lotto Dstny \| 3 h 30 min 35 s \| \| \| 2.º \| Mads Pedersen \| Trek-Segafredo \| + 0 s \| \| \| 3.º \| Benoît Cosnefroy \| AG2R Citroën Team \| + 0 s \| \| \| 4.º \| Dylan Teuns \| Israel-Premier Tech \| + 3 s \| \| \| 5.º \| Andrea Piccolo \| EF Education-EasyPost \| + 3 s \| \| \| 6.º \| Mattias Skjelmose \| Trek-Segafredo \| + 5 s \| \| \| 7.º \| Neilson Powless \| EF Education-EasyPost \| + 5 s \| \| \| 8.º \| Aaron Van Poucke \| Team Flanders-Baloise \| + 5 s \| \| \| 9.º \| Pau Miquel \| Equipo Kern Pharma \| + 8 s \| \| \| 10.º \| Anders Halland Johannessen \| Uno-X Pro Cycling Team \| + 8 s \| \| |                            |                        |                 |
| |                            |                        |                 |
| |                            |                        |                 |
| Clasificación de la etapa |                            |                        |                 |
| Ciclista | Ciclista                   | Equipo                 | Tiempo          |
| 1.º | Arnaud De Lie              | Lotto Dstny            | 3 h 30 min 35 s |
| 2.º | Mads Pedersen              | Trek-Segafredo         | + 0 s           |
| 3.º | Benoît Cosnefroy           | AG2R Citroën Team      | + 0 s           |
| 4.º | Dylan Teuns                | Israel-Premier Tech    | + 3 s           |
| 5.º | Andrea Piccolo             | EF Education-EasyPost  | + 3 s           |
| 6.º | Mattias Skjelmose          | Trek-Segafredo         | + 5 s           |
| 7.º | Neilson Powless            | EF Education-EasyPost  | + 5 s           |
| 8.º | Aaron Van Poucke           | Team Flanders-Baloise  | + 5 s           |
| 9.º | Pau Miquel                 | Equipo Kern Pharma     | + 8 s           |
| 10.º | Anders Halland Johannessen | Uno-X Pro Cycling Team | + 8 s           |

| \| Clasificación general \| Clasificación general \| Clasificación general \| Clasificación general \| Clasificación general \| \| Ciclista \| Ciclista \| Equipo \| Tiempo \| \| \| --------------------- \| -------------------------- \| ---------------------- \| --------------------- \| --------------------- \| \| 1.º \| Arnaud De Lie \| Lotto Dstny \| 3 h 30 min 25 s \| \| \| 2.º \| Mads Pedersen \| Trek-Segafredo \| + 4 s \| \| \| 3.º \| Benoît Cosnefroy \| AG2R Citroën Team \| + 6 s \| \| \| 4.º \| Dylan Teuns \| Israel-Premier Tech \| + 13 s \| \| \| 5.º \| Andrea Piccolo \| EF Education-EasyPost \| + 13 s \| \| \| 6.º \| Mattias Skjelmose \| Trek-Segafredo \| + 15 s \| \| \| 7.º \| Neilson Powless \| EF Education-EasyPost \| + 15 s \| \| \| 8.º \| Aaron Van Poucke \| Team Flanders-Baloise \| + 15 s \| \| \| 9.º \| Pau Miquel \| Equipo Kern Pharma \| + 18 s \| \| \| 10.º \| Anders Halland Johannessen \| Uno-X Pro Cycling Team \| + 18 s \| \| |                            |                        |                 |
| |                            |                        |                 |
| |                            |                        |                 |
| Clasificación general |                            |                        |                 |
| Ciclista | Ciclista                   | Equipo                 | Tiempo          |
| 1.º | Arnaud De Lie              | Lotto Dstny            | 3 h 30 min 25 s |
| 2.º | Mads Pedersen              | Trek-Segafredo         | + 4 s           |
| 3.º | Benoît Cosnefroy           | AG2R Citroën Team      | + 6 s           |
| 4.º | Dylan Teuns                | Israel-Premier Tech    | + 13 s          |
| 5.º | Andrea Piccolo             | EF Education-EasyPost  | + 13 s          |
| 6.º | Mattias Skjelmose          | Trek-Segafredo         | + 15 s          |
| 7.º | Neilson Powless            | EF Education-EasyPost  | + 15 s          |
| 8.º | Aaron Van Poucke           | Team Flanders-Baloise  | + 15 s          |
| 9.º | Pau Miquel                 | Equipo Kern Pharma     | + 18 s          |
| 10.º | Anders Halland Johannessen | Uno-X Pro Cycling Team | + 18 s          |

### 2.ª etapa
| Bagard - Aubais | etapa escarpada | (169,63 km) |

Etapa cancelada.

### 3.ª etapa
| Bessèges - Bessèges | etapa escarpada | (169,71 km) |

| \| Clasificación de la etapa \| Clasificación de la etapa \| Clasificación de la etapa \| Clasificación de la etapa \| Clasificación de la etapa \| \| Ciclista \| Ciclista \| Equipo \| Tiempo \| \| \| ------------------------- \| ------------------------- \| ------------------------- \| ------------------------- \| ------------------------- \| \| 1.º \| Arnaud De Lie \| Lotto Dstny \| 4 h 03 min 47 s \| \| \| 2.º \| Valentin Ferron \| TotalEnergies \| + 0 s \| \| \| 3.º \| Samuel Watson \| Groupama-FDJ \| + 0 s \| \| \| 4.º \| Louis Barré \| Arkéa-Samsic \| + 0 s \| \| \| 5.º \| Sep Vanmarcke \| Israel-Premier Tech \| + 0 s \| \| \| 6.º \| Joel Suter \| Tudor Pro Cycling Team \| + 0 s \| \| \| 7.º \| Rémy Mertz \| Bingoal WB \| + 0 s \| \| \| 8.º \| Pierre Latour \| TotalEnergies \| + 0 s \| \| \| 9.º \| Greg Van Avermaet \| AG2R Citroën Team \| + 0 s \| \| \| 10.º \| Franck Bonnamour \| AG2R Citroën Team \| + 0 s \| \| |                   |                        |                 |
| |                   |                        |                 |
| |                   |                        |                 |
| Clasificación de la etapa |                   |                        |                 |
| Ciclista | Ciclista          | Equipo                 | Tiempo          |
| 1.º | Arnaud De Lie     | Lotto Dstny            | 4 h 03 min 47 s |
| 2.º | Valentin Ferron   | TotalEnergies          | + 0 s           |
| 3.º | Samuel Watson     | Groupama-FDJ           | + 0 s           |
| 4.º | Louis Barré       | Arkéa-Samsic           | + 0 s           |
| 5.º | Sep Vanmarcke     | Israel-Premier Tech    | + 0 s           |
| 6.º | Joel Suter        | Tudor Pro Cycling Team | + 0 s           |
| 7.º | Rémy Mertz        | Bingoal WB             | + 0 s           |
| 8.º | Pierre Latour     | TotalEnergies          | + 0 s           |
| 9.º | Greg Van Avermaet | AG2R Citroën Team      | + 0 s           |
| 10.º | Franck Bonnamour  | AG2R Citroën Team      | + 0 s           |

| \| Clasificación general \| Clasificación general \| Clasificación general \| Clasificación general \| Clasificación general \| \| Ciclista \| Ciclista \| Equipo \| Tiempo \| \| \| --------------------- \| --------------------- \| --------------------- \| --------------------- \| --------------------- \| \| 1.º \| Arnaud De Lie \| Lotto Dstny \| 7 h 34 min 02 s \| \| \| 2.º \| Benoît Cosnefroy \| AG2R Citroën Team \| + 16 s \| \| \| 3.º \| Dylan Teuns \| Israel-Premier Tech \| + 23 s \| \| \| 4.º \| Samuel Watson \| Groupama-FDJ \| + 24 s \| \| \| 5.º \| Mattias Skjelmose \| Trek-Segafredo \| + 25 s \| \| \| 6.º \| Neilson Powless \| EF Education-EasyPost \| + 25 s \| \| \| 7.º \| Pierre Latour \| TotalEnergies \| + 28 s \| \| \| 8.º \| Ben Tulett \| Ineos Grenadiers \| + 28 s \| \| \| 9.º \| Krists Neilands \| Israel-Premier Tech \| + 28 s \| \| \| 10.º \| Pau Miquel \| Equipo Kern Pharma \| + 28 s \| \| |                   |                       |                 |
| |                   |                       |                 |
| |                   |                       |                 |
| Clasificación general |                   |                       |                 |
| Ciclista | Ciclista          | Equipo                | Tiempo          |
| 1.º | Arnaud De Lie     | Lotto Dstny           | 7 h 34 min 02 s |
| 2.º | Benoît Cosnefroy  | AG2R Citroën Team     | + 16 s          |
| 3.º | Dylan Teuns       | Israel-Premier Tech   | + 23 s          |
| 4.º | Samuel Watson     | Groupama-FDJ          | + 24 s          |
| 5.º | Mattias Skjelmose | Trek-Segafredo        | + 25 s          |
| 6.º | Neilson Powless   | EF Education-EasyPost | + 25 s          |
| 7.º | Pierre Latour     | TotalEnergies         | + 28 s          |
| 8.º | Ben Tulett        | Ineos Grenadiers      | + 28 s          |
| 9.º | Krists Neilands   | Israel-Premier Tech   | + 28 s          |
| 10.º | Pau Miquel        | Equipo Kern Pharma    | + 28 s          |

### 4.ª etapa
| Saint-Christol-lez-Alès - Mont Bouquet | etapa escarpada | (147,5 km) |

| \| Clasificación de la etapa \| Clasificación de la etapa \| Clasificación de la etapa \| Clasificación de la etapa \| Clasificación de la etapa \| \| Ciclista \| Ciclista \| Equipo \| Tiempo \| \| \| ------------------------- \| ------------------------- \| ------------------------- \| ------------------------- \| ------------------------- \| \| 1.º \| Mattias Skjelmose \| Trek-Segafredo \| 3 h 22 min 23 s \| \| \| 2.º \| Neilson Powless \| EF Education-EasyPost \| + 0 s \| \| \| 3.º \| Pierre Latour \| TotalEnergies \| + 13 s \| \| \| 4.º \| Pavel Sivakov \| Ineos Grenadiers \| + 19 s \| \| \| 5.º \| Kévin Vauquelin \| Arkéa-Samsic \| + 1 min 06 s \| \| \| 6.º \| Thibaut Pinot \| Groupama-FDJ \| + 1 min 17 s \| \| \| 7.º \| Hugo Houle \| Israel-Premier Tech \| + 1 min 30 s \| \| \| 8.º \| Arnaud De Lie \| Lotto Dstny \| + 1 min 34 s \| \| \| 9.º \| Julien Bernard \| Trek-Segafredo \| + 1 min 40 s \| \| \| 10.º \| Axel Laurance \| Alpecin-Deceuninck \| + 1 min 53 s \| \| |                   |                       |                 |
| |                   |                       |                 |
| |                   |                       |                 |
| Clasificación de la etapa |                   |                       |                 |
| Ciclista | Ciclista          | Equipo                | Tiempo          |
| 1.º | Mattias Skjelmose | Trek-Segafredo        | 3 h 22 min 23 s |
| 2.º | Neilson Powless   | EF Education-EasyPost | + 0 s           |
| 3.º | Pierre Latour     | TotalEnergies         | + 13 s          |
| 4.º | Pavel Sivakov     | Ineos Grenadiers      | + 19 s          |
| 5.º | Kévin Vauquelin   | Arkéa-Samsic          | + 1 min 06 s    |
| 6.º | Thibaut Pinot     | Groupama-FDJ          | + 1 min 17 s    |
| 7.º | Hugo Houle        | Israel-Premier Tech   | + 1 min 30 s    |
| 8.º | Arnaud De Lie     | Lotto Dstny           | + 1 min 34 s    |
| 9.º | Julien Bernard    | Trek-Segafredo        | + 1 min 40 s    |
| 10.º | Axel Laurance     | Alpecin-Deceuninck    | + 1 min 53 s    |

| \| Clasificación general \| Clasificación general \| Clasificación general \| Clasificación general \| Clasificación general \| \| Ciclista \| Ciclista \| Equipo \| Tiempo \| \| \| --------------------- \| --------------------- \| --------------------- \| --------------------- \| --------------------- \| \| 1.º \| Mattias Skjelmose \| Trek-Segafredo \| 10 h 56 min 40 s \| \| \| 2.º \| Neilson Powless \| EF Education-EasyPost \| + 4 s \| \| \| 3.º \| Pierre Latour \| TotalEnergies \| + 22 s \| \| \| 4.º \| Pavel Sivakov \| Ineos Grenadiers \| + 1 min 00 s \| \| \| 5.º \| Arnaud De Lie \| Lotto Dstny \| + 1 min 19 s \| \| \| 6.º \| Kévin Vauquelin \| Arkéa-Samsic \| + 1 min 26 s \| \| \| 7.º \| Thibaut Pinot \| Groupama-FDJ \| + 1 min 37 s \| \| \| 8.º \| Hugo Houle \| Israel-Premier Tech \| + 1 min 50 s \| \| \| 9.º \| Krists Neilands \| Israel-Premier Tech \| + 2 min 13 s \| \| \| 10.º \| Anthony Perez \| Cofidis \| + 2 min 13 s \| \| |                   |                       |                  |
| |                   |                       |                  |
| |                   |                       |                  |
| Clasificación general |                   |                       |                  |
| Ciclista | Ciclista          | Equipo                | Tiempo           |
| 1.º | Mattias Skjelmose | Trek-Segafredo        | 10 h 56 min 40 s |
| 2.º | Neilson Powless   | EF Education-EasyPost | + 4 s            |
| 3.º | Pierre Latour     | TotalEnergies         | + 22 s           |
| 4.º | Pavel Sivakov     | Ineos Grenadiers      | + 1 min 00 s     |
| 5.º | Arnaud De Lie     | Lotto Dstny           | + 1 min 19 s     |
| 6.º | Kévin Vauquelin   | Arkéa-Samsic          | + 1 min 26 s     |
| 7.º | Thibaut Pinot     | Groupama-FDJ          | + 1 min 37 s     |
| 8.º | Hugo Houle        | Israel-Premier Tech   | + 1 min 50 s     |
| 9.º | Krists Neilands   | Israel-Premier Tech   | + 2 min 13 s     |
| 10.º | Anthony Perez     | Cofidis               | + 2 min 13 s     |

### 5.ª etapa
| Alès - Alès | contrarreloj individual | (10,66 km) |

| \| Clasificación de la etapa \| Clasificación de la etapa \| Clasificación de la etapa \| Clasificación de la etapa \| Clasificación de la etapa \| \| Ciclista \| Ciclista \| Equipo \| Tiempo \| \| \| ------------------------- \| ------------------------- \| ------------------------- \| ------------------------- \| ------------------------- \| \| 1.º \| Mads Pedersen \| Trek-Segafredo \| 15 min 25 s \| \| \| 2.º \| Joshua Tarling \| Ineos Grenadiers \| + 8 s \| \| \| 3.º \| Ben Tulett \| Ineos Grenadiers \| + 10 s \| \| \| 4.º \| Kévin Vauquelin \| Arkéa-Samsic \| + 11 s \| \| \| 5.º \| Pierre Latour \| TotalEnergies \| + 15 s \| \| \| 6.º \| Magnus Cort \| EF Education-EasyPost \| + 20 s \| \| \| 7.º \| Ben Turner \| Ineos Grenadiers \| + 20 s \| \| \| 8.º \| Neilson Powless \| EF Education-EasyPost \| + 21 s \| \| \| 9.º \| Mattias Skjelmose \| Trek-Segafredo \| + 26 s \| \| \| 10.º \| Bruno Armirail \| Groupama-FDJ \| + 26 s \| \| |                   |                       |             |
| |                   |                       |             |
| |                   |                       |             |
| Clasificación de la etapa |                   |                       |             |
| Ciclista | Ciclista          | Equipo                | Tiempo      |
| 1.º | Mads Pedersen     | Trek-Segafredo        | 15 min 25 s |
| 2.º | Joshua Tarling    | Ineos Grenadiers      | + 8 s       |
| 3.º | Ben Tulett        | Ineos Grenadiers      | + 10 s      |
| 4.º | Kévin Vauquelin   | Arkéa-Samsic          | + 11 s      |
| 5.º | Pierre Latour     | TotalEnergies         | + 15 s      |
| 6.º | Magnus Cort       | EF Education-EasyPost | + 20 s      |
| 7.º | Ben Turner        | Ineos Grenadiers      | + 20 s      |
| 8.º | Neilson Powless   | EF Education-EasyPost | + 21 s      |
| 9.º | Mattias Skjelmose | Trek-Segafredo        | + 26 s      |
| 10.º | Bruno Armirail    | Groupama-FDJ          | + 26 s      |

## Clasificaciones finales
- Las clasificaciones finalizaron de la siguiente forma:[4]

### Clasificación general
| \| Clasificación general \| Clasificación general \| Clasificación general \| Clasificación general \| Clasificación general \| \| Ciclista \| Ciclista \| Equipo \| Tiempo \| \| \| --------------------- \| --------------------- \| ---------------------- \| --------------------- \| --------------------- \| \| 1.º \| Neilson Powless \| EF Education-EasyPost \| 11 h 12 min 30 s \| \| \| 2.º \| Mattias Skjelmose \| Trek-Segafredo \| + 1 s \| \| \| 3.º \| Pierre Latour \| TotalEnergies \| + 12 s \| \| \| 4.º \| Kévin Vauquelin \| Arkéa-Samsic \| + 1 min 12 s \| \| \| 5.º \| Pavel Sivakov \| Ineos Grenadiers \| + 1 min 27 s \| \| \| 6.º \| Thibaut Pinot \| Groupama-FDJ \| + 1 min 58 s \| \| \| 7.º \| Arnaud De Lie \| Lotto Dstny \| + 2 min 04 s \| \| \| 8.º \| Hugo Houle \| Israel-Premier Tech \| + 2 min 27 s \| \| \| 9.º \| Anthony Perez \| Cofidis \| + 2 min 36 s \| \| \| 10.º \| Joel Suter \| Tudor Pro Cycling Team \| + 2 min 53 s \| \| |                   |                        |                  |
| |                   |                        |                  |
| Fuente: ProCyclingStats |                   |                        |                  |
| Clasificación general |                   |                        |                  |
| Ciclista | Ciclista          | Equipo                 | Tiempo           |
| 1.º | Neilson Powless   | EF Education-EasyPost  | 11 h 12 min 30 s |
| 2.º | Mattias Skjelmose | Trek-Segafredo         | + 1 s            |
| 3.º | Pierre Latour     | TotalEnergies          | + 12 s           |
| 4.º | Kévin Vauquelin   | Arkéa-Samsic           | + 1 min 12 s     |
| 5.º | Pavel Sivakov     | Ineos Grenadiers       | + 1 min 27 s     |
| 6.º | Thibaut Pinot     | Groupama-FDJ           | + 1 min 58 s     |
| 7.º | Arnaud De Lie     | Lotto Dstny            | + 2 min 04 s     |
| 8.º | Hugo Houle        | Israel-Premier Tech    | + 2 min 27 s     |
| 9.º | Anthony Perez     | Cofidis                | + 2 min 36 s     |
| 10.º | Joel Suter        | Tudor Pro Cycling Team | + 2 min 53 s     |

### Clasificación de los puntos
| Clasificación por puntos | Clasificación por puntos | Clasificación por puntos | Clasificación por puntos | Clasificación por puntos |
| Ciclista                 | Ciclista                 | Equipo                   | Puntos                   |                          |
| ------------------------ | ------------------------ | ------------------------ | ------------------------ | ------------------------ |
| 1.º                      | Arnaud De Lie            | Lotto Dstny              | 58 pts                   |                          |
| 2.º                      | Mattias Skjelmose        | Trek-Segafredo           | 46 pts                   |                          |
| 3.º                      | Mads Pedersen            | Trek-Segafredo           | 45 pts                   |                          |
| 4.º                      | Neilson Powless          | EF Education-EasyPost    | 38 pts                   |                          |
| 5.º                      | Pierre Latour            | TotalEnergies            | 38 pts                   |                          |
| 6.º                      | Kévin Vauquelin          | Arkéa-Samsic             | 31 pts                   |                          |
| 7.º                      | Samuel Watson            | Groupama-FDJ             | 21 pts                   |                          |
| 8.º                      | Valentin Ferron          | TotalEnergies            | 20 pts                   |                          |
| 9.º                      | Ben Tulett               | Ineos Grenadiers         | 20 pts                   |                          |
| 10.º                     | Joshua Tarling           | Ineos Grenadiers         | 20 pts                   |                          |

### Clasificación de la montaña
| Clasificación de la montaña | Clasificación de la montaña | Clasificación de la montaña | Clasificación de la montaña | Clasificación de la montaña |
| Ciclista                    | Ciclista                    | Equipo                      | Puntos                      |                             |
| --------------------------- | --------------------------- | --------------------------- | --------------------------- | --------------------------- |
| 1.º                         | Vito Braet                  | Team Flanders-Baloise       | 34 pts                      |                             |
| 2.º                         | Neilson Powless             | EF Education-EasyPost       | 26 pts                      |                             |
| 3.º                         | Mattias Skjelmose           | Trek-Segafredo              | 23 pts                      |                             |
| 4.º                         | Dries De Bondt              | Alpecin-Deceuninck          | 18 pts                      |                             |
| 5.º                         | Kévin Vauquelin             | Arkéa-Samsic                | 16 pts                      |                             |
| 6.º                         | Thomas Champion             | Cofidis                     | 14 pts                      |                             |
| 7.º                         | Ben Turner                  | Ineos Grenadiers            | 14 pts                      |                             |
| 8.º                         | Mads Pedersen               | Trek-Segafredo              | 13 pts                      |                             |
| 9.º                         | Andrea Mifsud               | Nice Métropole Côte d'Azur  | 12 pts                      |                             |
| 10.º                        | Ben Tulett                  | Ineos Grenadiers            | 10 pts                      |                             |

### Clasificación de los jóvenes
| Clasificación del mejor joven | Clasificación del mejor joven | Clasificación del mejor joven       | Clasificación del mejor joven | Clasificación del mejor joven |
| Ciclista                      | Ciclista                      | Equipo                              | Tiempo                        |                               |
| ----------------------------- | ----------------------------- | ----------------------------------- | ----------------------------- | ----------------------------- |
| 1.º                           | Mattias Skjelmose             | Trek-Segafredo                      | 11 h 12 min 31 s              |                               |
| 2.º                           | Kévin Vauquelin               | Arkéa-Samsic                        | + 1 min 11 s                  |                               |
| 3.º                           | Arnaud De Lie                 | Lotto Dstny                         | + 2 min 03 s                  |                               |
| 4.º                           | Pau Miquel                    | Equipo Kern Pharma                  | + 3 min 07 s                  |                               |
| 5.º                           | Axel Laurance                 | Alpecin-Deceuninck Development Team | + 3 min 58 s                  |                               |
| 6.º                           | Raúl García Pierna            | Equipo Kern Pharma                  | + 4 min 09 s                  |                               |
| 7.º                           | Jenno Berckmoes               | Team Flanders-Baloise               | + 5 min 32 s                  |                               |
| 8.º                           | Louis Barré                   | Arkéa-Samsic                        | + 8 min 31 s                  |                               |
| 9.º                           | Petr Kelemen                  | Tudor Pro Cycling Team              | + 10 min 13 s                 |                               |
| 10.º                          | Luca Van Boven                | Bingoal WB                          | + 12 min 22 s                 |                               |

### Clasificación por equipos
| Clasificación por equipos | Clasificación por equipos | Clasificación por equipos | Clasificación por equipos |
| Equipo                    | Equipo                    | Tiempo                    |                           |
| ------------------------- | ------------------------- | ------------------------- | ------------------------- |
| 1.º                       | TotalEnergies             | 33 h 44 min 32 s          |                           |
| 2.º                       | Israel-Premier Tech       | + 1 min 37 s              |                           |
| 3.º                       | Cofidis                   | + 5 min 33 s              |                           |
| 4.º                       | AG2R Citroën Team         | + 7 min 07 s              |                           |
| 5.º                       | Tudor Pro Cycling Team    | + 7 min 43 s              |                           |

## Evolución de las clasificaciones
| Etapa                   |                         | Ganador _          | Clasificación general | Puntos        | Montaña        | Jóvenes           | Equipo                |
| ----------------------- | ----------------------- | ------------------ | --------------------- | ------------- | -------------- | ----------------- | --------------------- |
| 1.ª etapa               | etapa llana             | Arnaud De Lie      | Arnaud De Lie         | Arnaud De Lie | Ayco Bastiaens | Arnaud De Lie     | EF Education-EasyPost |
| 2.ª etapa               | etapa escarpada         | etapa neutralizada | Arnaud De Lie         | Arnaud De Lie | Vito Braet     | Arnaud De Lie     | EF Education-EasyPost |
| 3.ª etapa               | etapa escarpada         | Arnaud De Lie      | Arnaud De Lie         | Arnaud De Lie | Vito Braet     | Arnaud De Lie     | Israel-Premier Tech   |
| 4.ª etapa               | etapa escarpada         | Mattias Skjelmose  | Mattias Skjelmose     | Arnaud De Lie | Vito Braet     | Mattias Skjelmose | TotalEnergies         |
| 5.ª etapa               | contrarreloj individual | Mads Pedersen      | Neilson Powless       | Arnaud De Lie | Vito Braet     | Mattias Skjelmose | TotalEnergies         |
| Clasificaciones finales | Clasificaciones finales |                    | Neilson Powless       | Arnaud De Lie | Vito Braet     | Mattias Skjelmose | TotalEnergies         |

## Ciclistas participantes y posiciones finales[2]
Convenciones:
- AB-N: Abandono en la etapa "N"
- FLT-N: Retiro por llegada fuera del límite de tiempo en la etapa "N"
- NTS-N: No tomó la salida para la etapa "N"
- DES-N: Descalificado o expulsado en la etapa "N"

## UCI World Ranking
La Estrella de Bessèges otorgó puntos para el UCI World Ranking para corredores de los equipos en las categorías UCI WorldTeam, UCI ProTeam y Continental. Las siguientes tablas son el baremo de puntuación y los diez corredores que obtuvieron más puntos:
| Posición              | 1.º | 2.º | 3.º | 4.º | 5.º | 6.º | 7.º | 8.º | 9.º | 10.º | 11.º | 12.º | 13.º-15.º | 16.º-25.º |
| Clasificación general | 125 | 85  | 70  | 60  | 50  | 40  | 35  | 30  | 25  | 20   | 15   | 10   | 5         | 3         |
| Por etapa             | 14  | 5   | 3   |     |     |     |     |     |     |      |      |      |           |           |
| Líder                 | 3   |     |     |     |     |     |     |     |     |      |      |      |           |           |

| Clasificación |                          |                       |         |       |       |       |
| Posición      | Ciclista                 | Equipo                | General | Etapa | Líder | Total |
| ------------- | ------------------------ | --------------------- | ------- | ----- | ----- | ----- |
| 1.º           | Neilson Powless          | EF Education-EasyPost | 125     | 5     | -     | 130   |
| 2.º           | Mattias Skjelmose Jensen | Trek-Segafredo        | 85      | 14    | 3     | 102   |
| 3.º           | Pierre Latour            | TotalEnergies         | 70      | 3     | -     | 73    |
| 4.º           | Arnaud De Lie            | Lotto Dstny           | 35      | 28    | 9     | 72    |
| 5.º           | Kévin Vauquelin          | Arkéa Samsic          | 60      | -     | -     | 60    |
| 6.º           | Pavel Sivakov            | INEOS Grenadiers      | 50      | -     | -     | 50    |
| 7.º           | Thibaut Pinot            | Groupama-FDJ          | 40      | -     | -     | 40    |
| 8.º           | Hugo Houle               | Israel-Premier Tech   | 30      | -     | -     | 30    |
| 9.º           | Anthony Perez            | Cofidis               | 25      | -     | -     | 25    |
| 10.º          | Joel Suter               | Tudor                 | 20      | -     | -     | 20    |